# Margot Neville
Pour les articles homonymes, voir Neville.
Margot Neville est le nom de plume des sœurs Anne Neville et Margot Goyder, dramaturges et autrices de romans policiers australiennes, nées respectivement en 1887 et 1907 à Melbourne, dans l’État de Victoria, et décédées en 1966 et 1975.

## Biographie
Nées dans une grande famille bourgeoise de Melbourne, les sœurs Anne Neville et Margot Goyder s’intéressent très jeunes à l’écriture. Après le mariage d’Anne Neville avec Jerrold Joske (Margot demeurera célibataire), elles adoptent le pseudonyme de Margot Neville, formé à partir de leurs prénoms pour publier en 1922, à Londres, un roman Marietta is Stolen. Elles l’ont écrit ensemble mot à mot, avant que Margot ne tape le manuscrit. Elles observent la même méthode et récidivent les années suivantes avec d’autres romans psychologiques, dont l’un, Safety First, est adapté à deux reprises au cinéma.
Au début des années 1930, elles écrivent deux pièces de théâtre, dont l’une en collaboration avec Joan Lindsay (1896-1984), auteur mieux connu pour son roman Pique-nique à Hanging Rock, publié en 1967. La pièce que les sœurs Goyder ont écrite seules est finalement montée à Londres. Anne Neville et Margot se rendent alors dans la capitale britannique et y font jouer deux autres pièces : en 1936, la comédie Heroes Don’t Care, avec Rex Harrison et Coral Browne, au St. Martin’s Theatre, et en 1939, Give the Bride Away, une adaptation scénique de leur propre roman.
Au début de la Deuxième Guerre mondiale, elles rentrent en Australie. En 1943, elles se lancent dans le roman policier avec Lena Hates Men, où apparaissent l’inspecteur Grogan et le sergent Manning de la police de Sydney, un duo d’enquêteurs qui revient dans près de vingt enquêtes de procédure policière. La série, dont plusieurs titres sont traduits en français, allemand et espagnol, présente peu de couleur locale et ne fait jamais mention des aborigènes d'Australie, contrairement aux romans policiers d'Arthur Upfield, mais donne en revanche une image de la société australienne des années 1950 moins conservatrice que celle couramment donnée dans la littérature de cette période.
À la mort d'Anne Neville Joske en 1966, Margot Goyder cesse d'écrire.

## Œuvre

### Romans

#### SérieInspecteur Grogan et sergent Manning
- Lena Hates Men ou Murder in Rockwater (1943)
- Murder and Gardenias (1946)
- Murder in a Blue Moon (1948)
- Murder of a Nymph (1949)
- Murder Before Marriage (1951)
- The Seagull Said Murder (1952)
- Murder of the Well Beloved (1953) Publié en français sous le titre La Mort du bien-aimée, Paris, Librairie des Champs-Élysées, Le Masque no 701, 1960
- Murder and Poor Jenny (1954)
- Murder of Olympia (1956)
- Murder To Welcome Her (1957)
- The Flame of Murder (1958) Publié en français sous le titre Ça sent le brûlé, Paris, Librairie des Champs-Élysées, Le Masque no 717, 1961
- Sweet Night For Murder (1959) Publié en français sous le titre Cathy ne se remariera pas, Paris, Librairie des Champs-Élysées, Le Masque no 751, 1962 ; réédition, Paris, Librairie des Champs-Élysées, Le Club des Masques no 243, 1975
- Confession of Murder (1960)
- Murder Beyond the Pale (1961)
- Drop Dead (1962)
- Come See Me Die (1963) Publié en français sous le titre La Femme qu'il aimait, Paris, Librairie des Champs-Élysées, Le Masque no 876, 1965
- My Bad Boy (1964)
- Ladies in the Dark (1965) Publié en français sous le titre On piétine la plate-bande, Paris, Librairie des Champs-Élysées, Le Masque no 966, 1967
- Head on the Sill (1966)

#### Autres romans policiers
- Come, Thick Night ou Divining Rod for Murder (1951)
- The Hateful Voyage (1956)

#### Autres romans non-policiers
- Marietta is Stolen (1922)
- This Can’t Be I (1923)
- Safety First (1924)
- The Island of Despair (1925)
- Kiss Proof (1928)
- Give the Bride Away (1930)
- Jenifer’s Husband (1936)

### Théâtre
- Once a Husband (1930)
- Wolf! (1930), en collaboration avec Joan Lindsay
- Heroes Don’t Care: a Comedy in three acts (1936)
- Give the Bride Away (1939), adaptation pour la scène du roman homonyme

### Nouvelles
- Sugar Cured (1936)
- Holiday’s End (1957)

## Filmographie
- 1926 : Safety First (en), film muet de Fred Paul (en), d’après le roman homonyme, avec Brian Aherne
- 1926 : The Island of Despair (en), film muet de Henry Edwards, avec Matheson Lang
- 1934 : Crazy People, film britannique de Leslie S. Hiscott, d’après le roman Safety First, avec Henry Kendall

### Études sur Margot Neville
- Stephen Knight, The Case of the Missing Genre: In Search of Australian Crime Fiction (1988)
- Rachel Palmer, Margot Neville : Writing and Reading Australian Crime Fiction in Fifties (2005)

## Sources
- Jacques Baudou et Jean-Jacques Schleret, Le Vrai Visage du Masque, vol. 1, Paris, Futuropolis, 1984, 476 p. (OCLC 311506692), p. 319.
- (en) John M. Reilly (Ed.), Twentieth-century crime and mystery writers, New York, St. Martin's Press, coll. « Twentieth-century writers of the English language », 1982 (réimpr. 1991), 2e éd., 1568 p. (ISBN 978-0-312-82417-4, OCLC 6688156), p. 668-669.